# Електронний пристрій
Електро́нний при́стрій (англ. electronic device) (також ра́діоелектронний при́стрій) — пристрій, виготовлений з використанням електронних компонентів, принцип дії якого забезпечує переважно електрика.
Наприклад, бортовий радіоелектронний пристрій системи посадки літального апарата.